# 労
労（ろう）とは律令制の官人が官職に勤務すること及びその勤務期間を指す。労効（ろうこう）ともいう。また、特定の官職における勤務期間を年労（ねんろう）とも称した。

## 概要
労の概念は中国漢代にまで遡ることが知られ、居延漢簡の中にも登場している。積労（労の積み重ね）・年労は官人の勤務評価の材料として考慮された。日本の律令制にも導入され、勤務年数の意味を指していた。その一方で「労」が持つ漢字的な意味（手柄・功労）の意味での「労」という概念も用いられ、征夷・造営・造寺・献納などの功績によって叙位・昇進が行われる場合もあった。養老律令になると、「考」（考選）への読み換えが行われるようになった。また、何らかの事情で官職を止められた官人（犯罪などによる解官を除く）が散位のままでも散位寮や国衙に出仕したり、金銭を納めることで労の代替とする続労制度が確立されるようになった。こうした措置は主に無位や六位以下の官人を救済する目的で設けられたものであった。また、特定の官職にある六位の官人については一定条件の下で、五位への叙爵が認められるようになった。これを巡爵という。
平安時代（9世紀後半）に入ると、ある官職ごとに定められた勤務年数を勤め上げた場合、原則的にその年数（労）の多少によって加階・任官を認めるという年労の制度が導入された。これは主に五位以上の貴族を対象としており、これまでの労とは異なり、他の官職に転任した時や散位時代の続労との通算は認められなかった。10世紀に入ると、特定の官職における年労を指す言葉として「（官職名）+労」という用語が登場するようになり、年労の多少が貴族社会の中で重要視されるようになった。例えば、近衛労であれば中将は従四位上に2-3年、正四位下には2年、少将は従五位上には2年、正五位上には3-4年、従四位下には3年、弁官労であれば中弁は正五位下には5年、従四位下には2-3年、従四位上には5-7年、少弁労は従五位上には2年、正五位下には5年がおおよその基準であった。もっとも、院政期に入ると摂関家などの有力な公家の子弟や院近臣などは年爵や勧賞による臨時の叙位によって労を満たさなくても昇進できるようになったため、労による昇進はそうしたつながりを持てない（出世が望めない）者に限定されるようになり、やがて消滅する。これは叙位や任官が治天の君や天皇にとって公家を統制する手段として用いられ、人為的な調整が行いやすい年爵や勧賞などを理由とした臨時の叙位が実施されたことによる部分が大きかった。
また、『官職秘抄』によれば、参議の地位にある者が15年の労を勤め上げると、中納言に昇進する資格を得られると記されている。ただし、大弁・近衛中将・検非違使別当を兼官する者はそれらの労も別途計上・加算されるため、その分昇進までの期間は短縮された。また、中納言に欠員がなければ昇進は遅くなった。しかし、平安時代中期には摂関の子弟には参議に任じられることなく近衛中将を経て優先的に中納言に昇進できる経路が確立されたためにその原則が崩れ、後期に入ると摂関や治天の君の抜擢によって労を経なくても中納言に昇進したり、大納言・中納言の定員が参議よりも上回る逆転現象によって中納言の欠員が発生しやすくなったことで労を経なくても中納言に昇進したりするようにもなっていった。